# 節点 (言語学)
節点 (せってん、英: node) とは、統語構造を示す樹形図または構文木などの句構造標識において、範疇 (品詞) 表示のある点である。

## 句構造規則上の節点
Chomsky (1957) からJackendoff (1977) の間に発展した、Xバー理論の定式化前の統語論では、統語構造は句構造規則 (英：phrase structure rule, PSR)に基づき示される。

- The man studies linguistics enthusiastically.

この文は、以下に示す5つの句構造規則から成る。
1. S → NP VP
2. NP → Det N (the man)
3. NP → N (linguistics)
4. AdvP → Adv (enthusiastically)
5. VP → V NP AdvP (studies linguistics enthusiastically)

これを樹形図で示すと、図1のようになる。

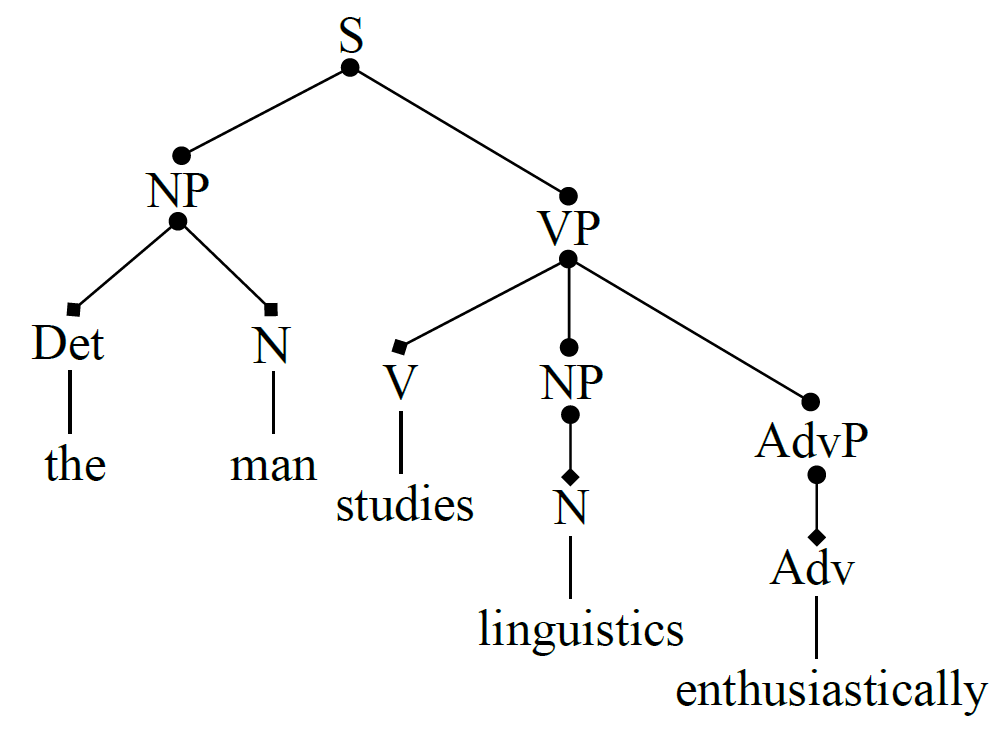
図1

図1において丸と菱形で示される点全てが節点であり、丸で示される点は非終端節点 (英：nonterminal node)、菱形で示される点は終端節点 (英：terminal node) という。PSRは句の構成要素の個数を指定しないため、枝分かれ無し、二股枝分かれ (英：binary branching)、三股枝分かれ (英：ternary branching) というように、節点が何股にも枝分かれをし得るという特徴がある。

## Xバー理論上の節点
Xバースキーマに基づき、上記の英文の構造を樹形図で示すと図2のようになる

。

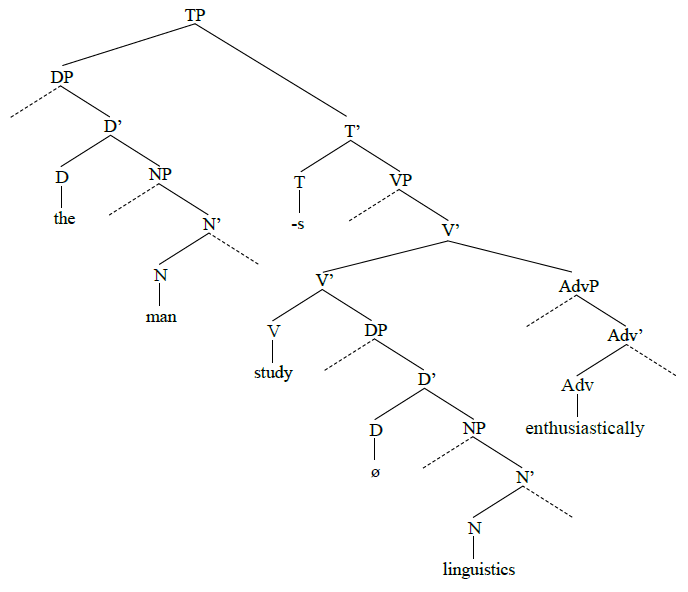
図2

Xバー理論では、二股枝分かれの原理により節点は必ず二股になり、ゼロレベル投射 (主要部) が終端節点となり、中間投射と最大投射が非終端節点となる。

## ミニマリスト・プログラム上の節点
ミニマリスト・プログラムでは、統語構造は2つの要素を繋ぎ合わせる操作である併合 (英語版) (英: Merge) が繰り返し適用されることで形成される。ある言語表現を作り出すために、語彙目録 (英: lexicon) から選び出された語彙項目 (英: lexical item) は語彙列挙 (英: lexical array) と呼ばれる統語対象 (英: syntactic object) の (無順序) 集合を作り、その集合内の要素を2つずつ併合することで構造は派生される。The man studies linguistics enthusiasticallyという文の場合、語彙列挙は {the, man, PRES, study, linguistics, enthusiastically} となる。これらの統語対象が併合により組み上げられると、図3の構造を成す。

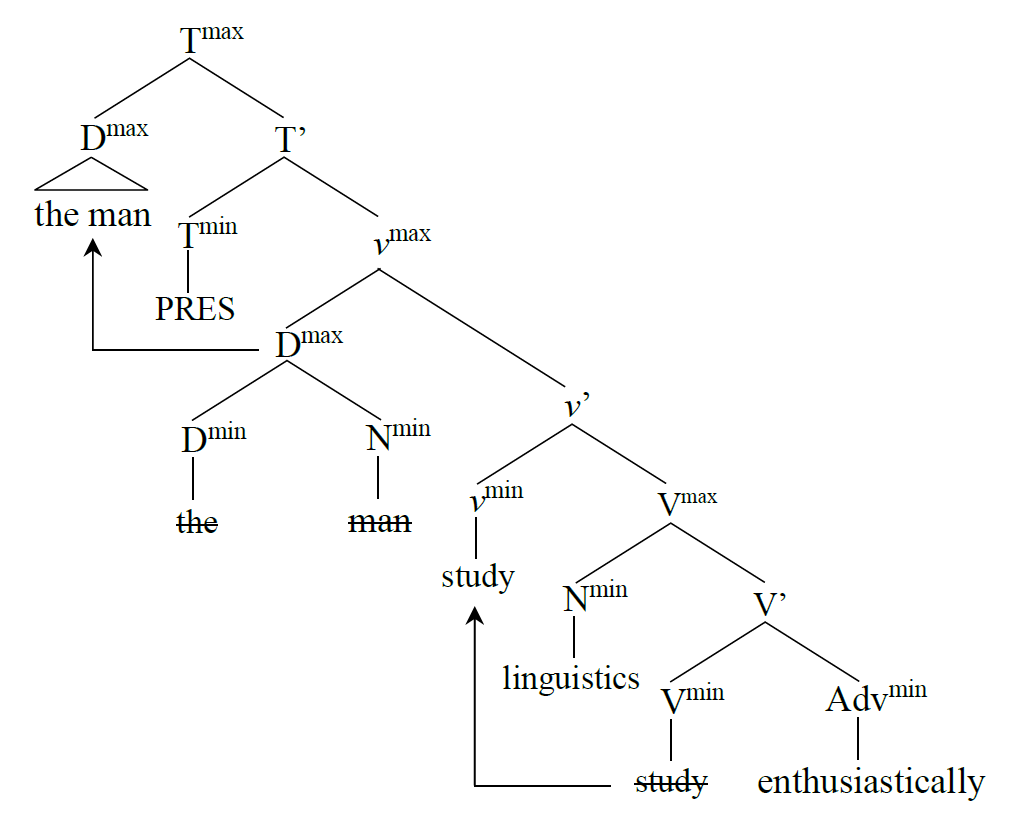
図3

併合は2つの統語対象を結合する操作であるため、Xバー理論における二股枝分かれの原理と同じように、節点は必ず二股枝分かれとなる。理論間の相違点は、Xバー理論では主要部パラメータによりXバースキーマの対称構造関係が決まり、語順が決まる (すなわち、話者の母語に応じて違う線形順序に基づいた鋳型構造が普遍文法に書き込まれていることを想定する) が、ミニマリスト・プログラムにおける語彙列挙は順序集合ではないため、語順が決定していない。ゆえに、ミニマリスト・プログラムにおいて語順は、フェイズ理論に基づき派生の中途段階で転送 (英: Transfer) によりPFに送り出された統語構造が、線形化 (英: linearization) の操作を経て初めて決定する。